# مسجد الیاس بیگ

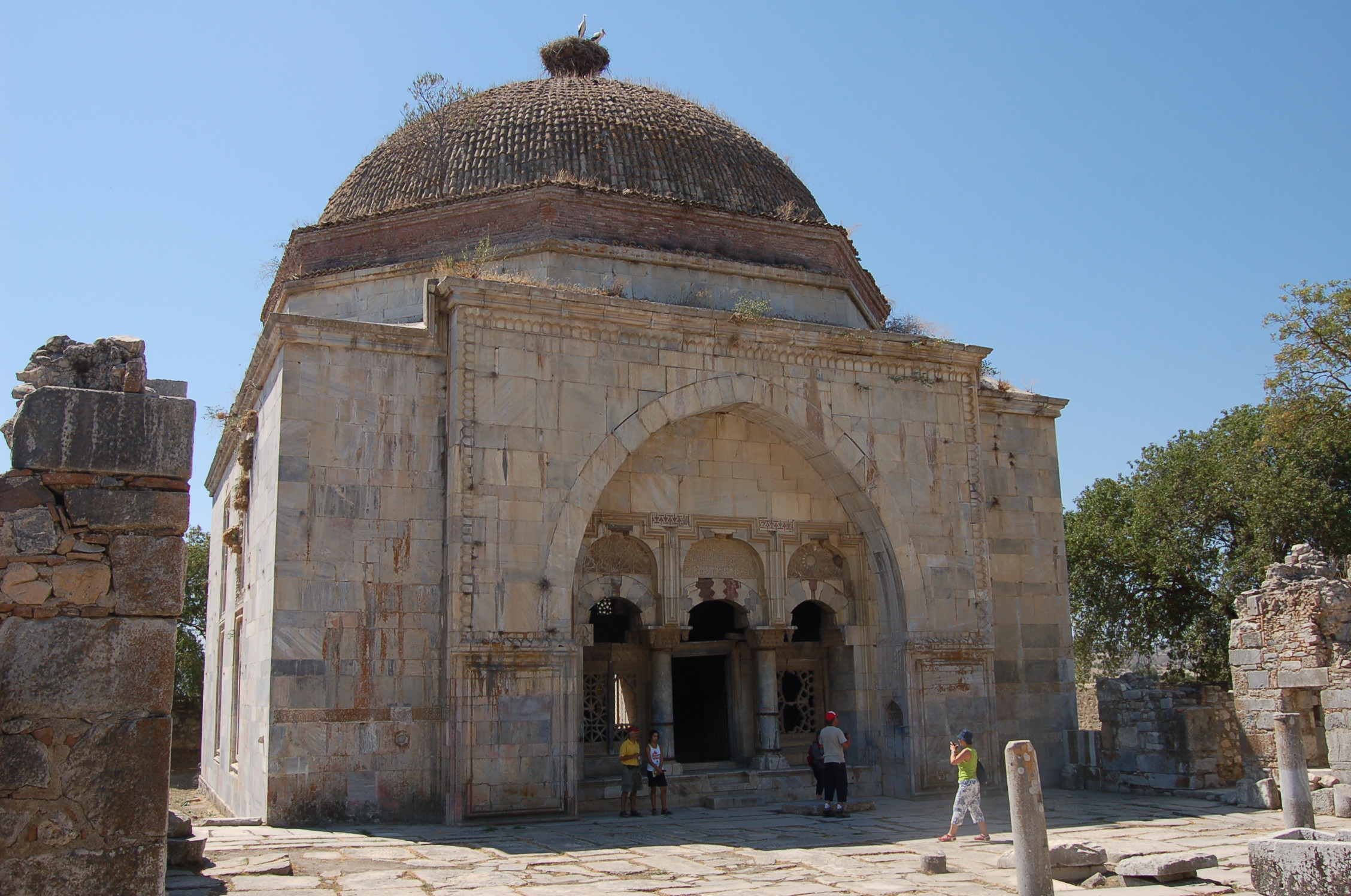

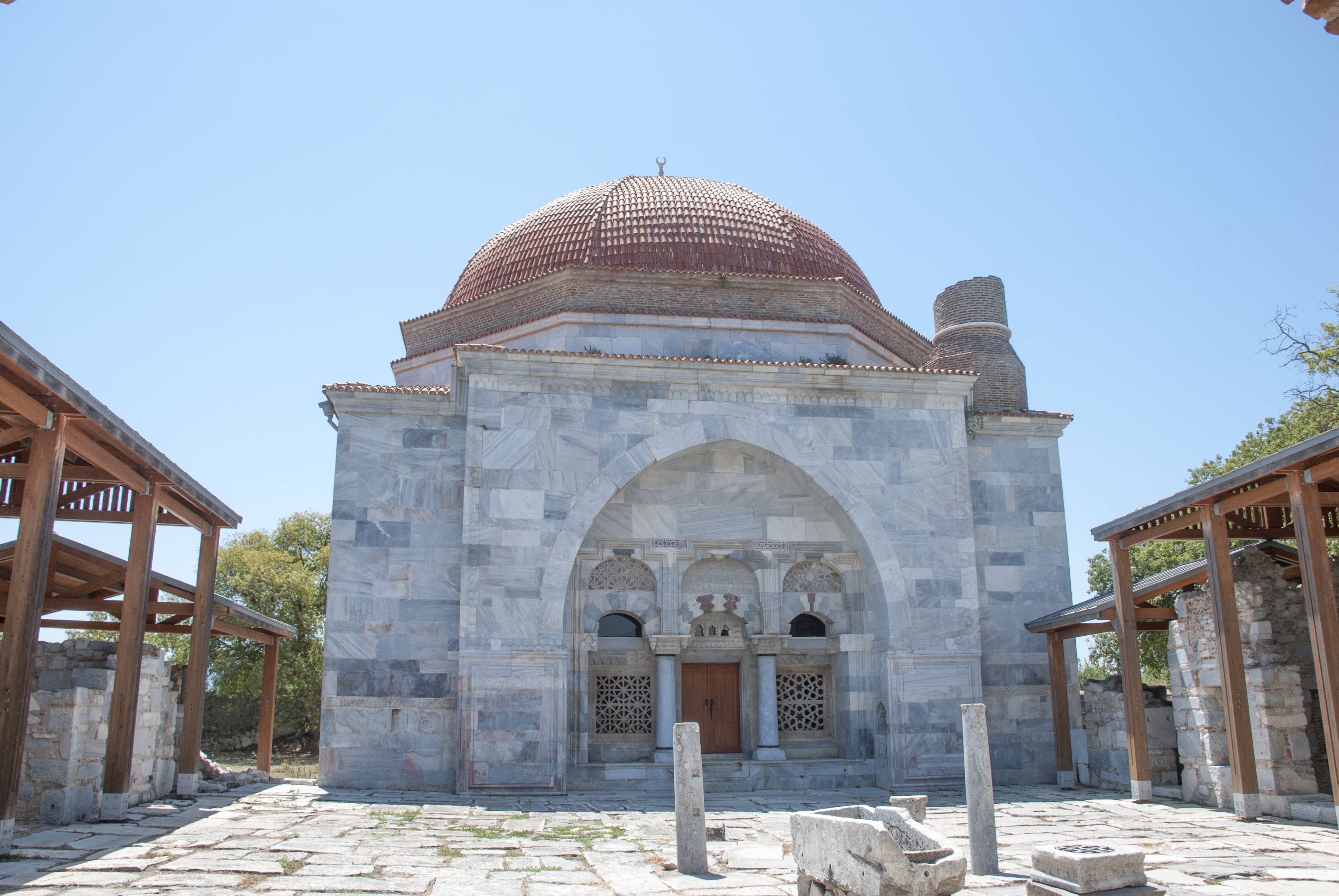

مسجد الیاس بیگ (ترکی استانبولی: İlyas Bey Camii) یک بنای تاریخی مذهبی اسلامی در ملط در منطقه دیدیم در استان آیدین واقع در غرب ترکیه است. این بنا در سال ۱۴۰۳ توسط الیاس بیگ، حاکم بیگ‌نشین تُرک منتشه ساخته شده است. این مسجد بخشی از مجموعه‌ای متشکل از یک مدرسه، یک موسسه آموزشی مذهبی و یک حمام، یک ساختمان حمام است. نمازخانه توسط گنبدی به قطر چهارده متر پوشیده شده که از آجر ساخته شده و با کاشی تزیین شده و روی یک پایه هشت‌ضلعی است که بر روی چهار دیوارقرار گرفته است. مناره آجری در زلزله سال ۱۹۵۵ فرو ریخت. این مجموعه در سایت باستان شناسی ملط قرار دارد. در کنار مجموعه، ویرانه‌های یک ویلا با حمام کشف شد که مربوط به دوران بیزانس است.
مجتمع الیاس بیگ در سال ۲۰۱۲ بخاطر حفاظت از آن برنده جایزه میراث فرهنگی اتحادیه اروپا (جایزه اروپا نوسترا) شد.
مسجد الیاس بیگ بسیاری از ویژگی‌های معماری سلجوقی را داراست. این سبک، معماران تُرک را در استفاده از آن تحت تأثیر قرار داد، که به آوردن هنر و معماری با الهام از معماری ایرانی به آناتولی و امپراتوری عثمانی کمک کرد و معماری ترکیه را برای همیشه تغییر داد.

## نگارخانه

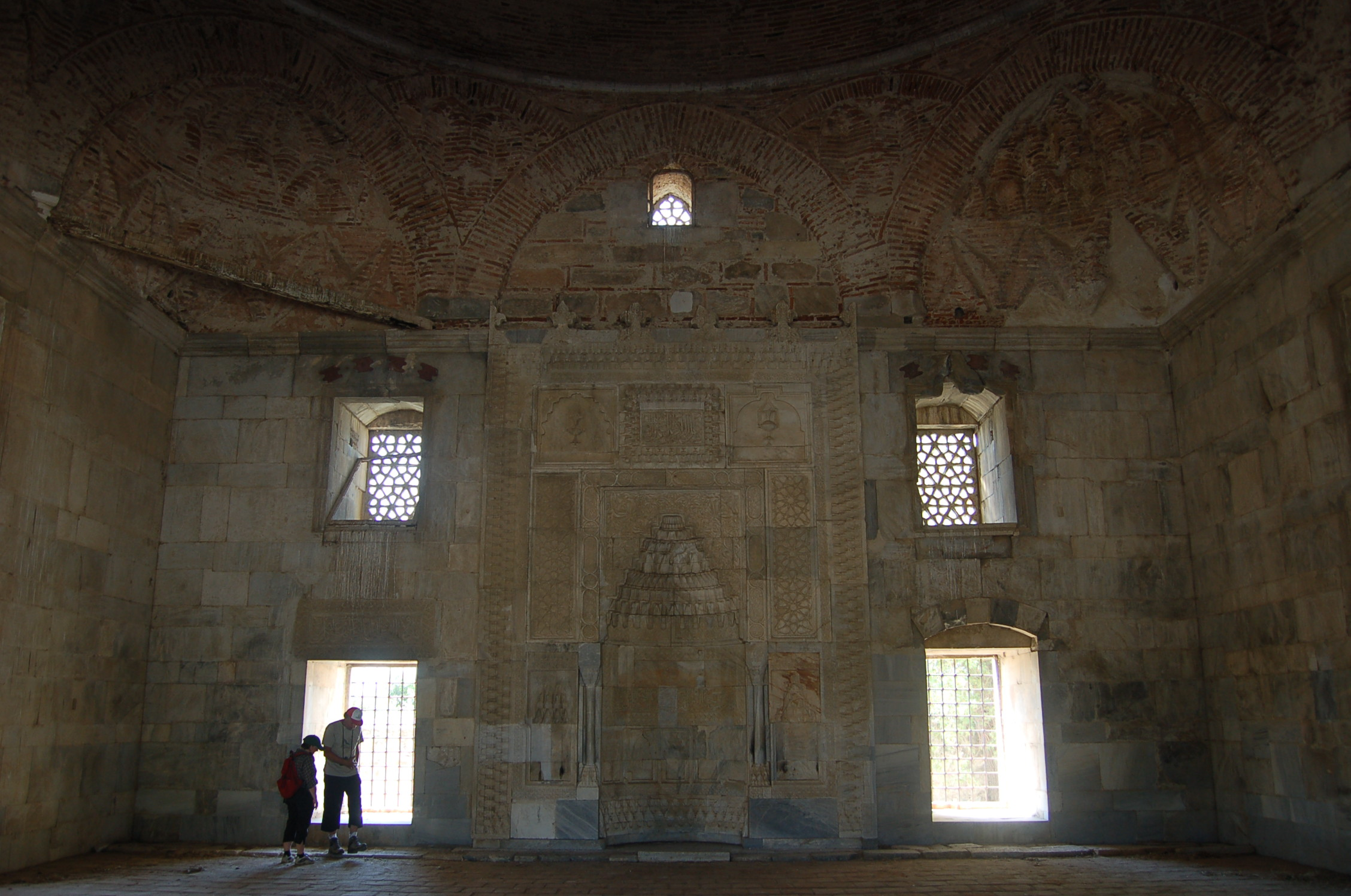
Interior of the Mosque
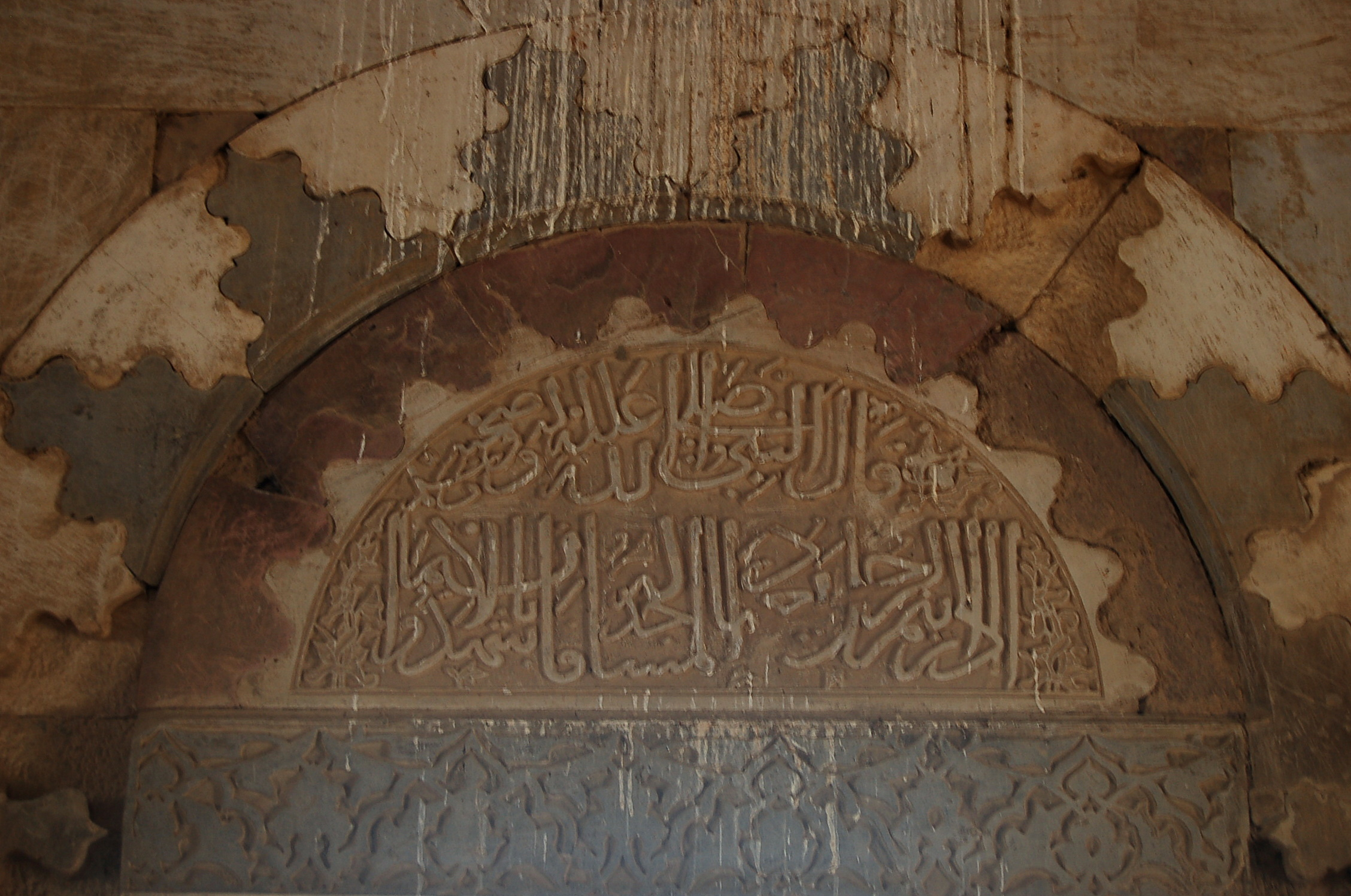
Inscription
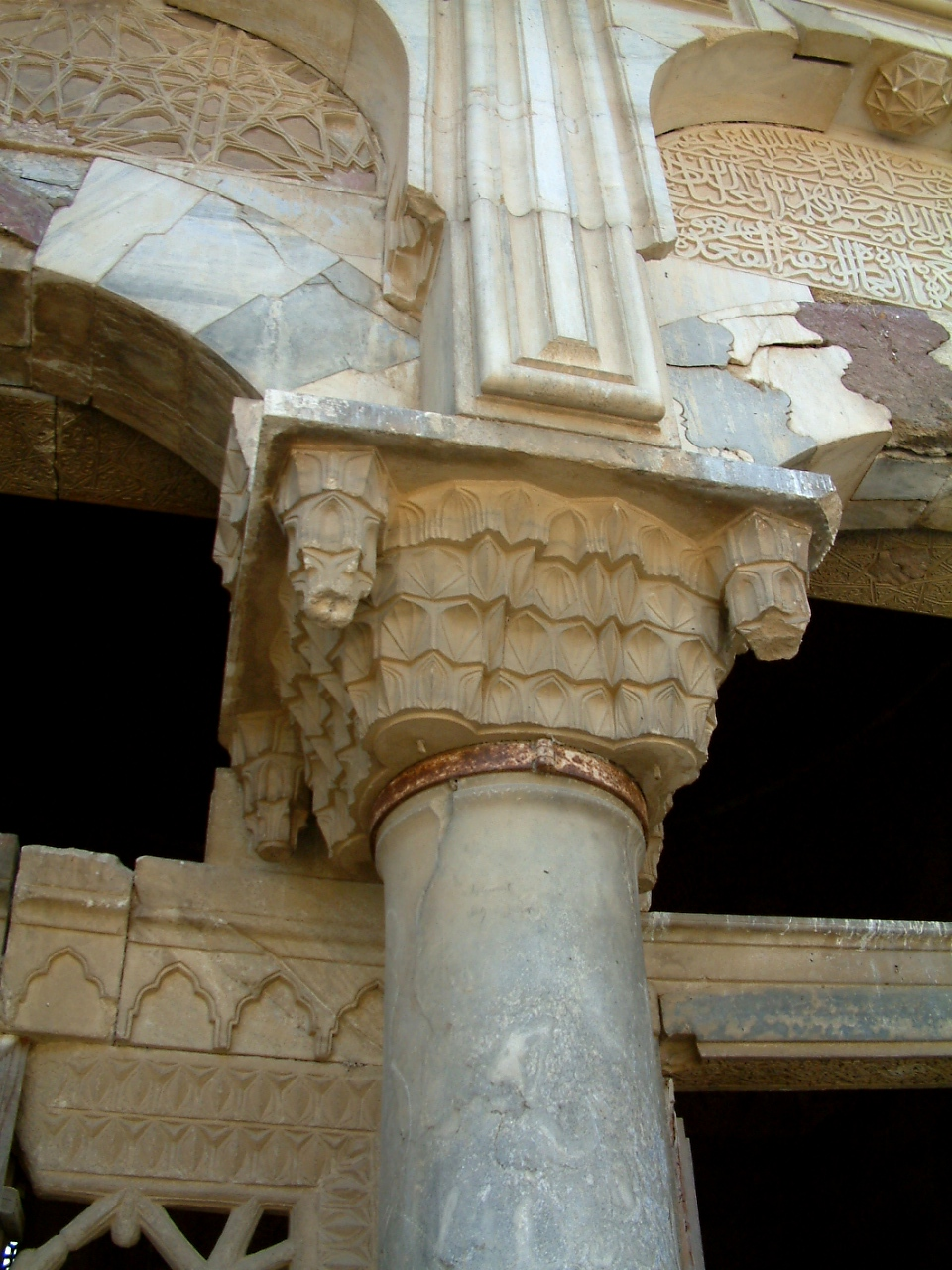
Column
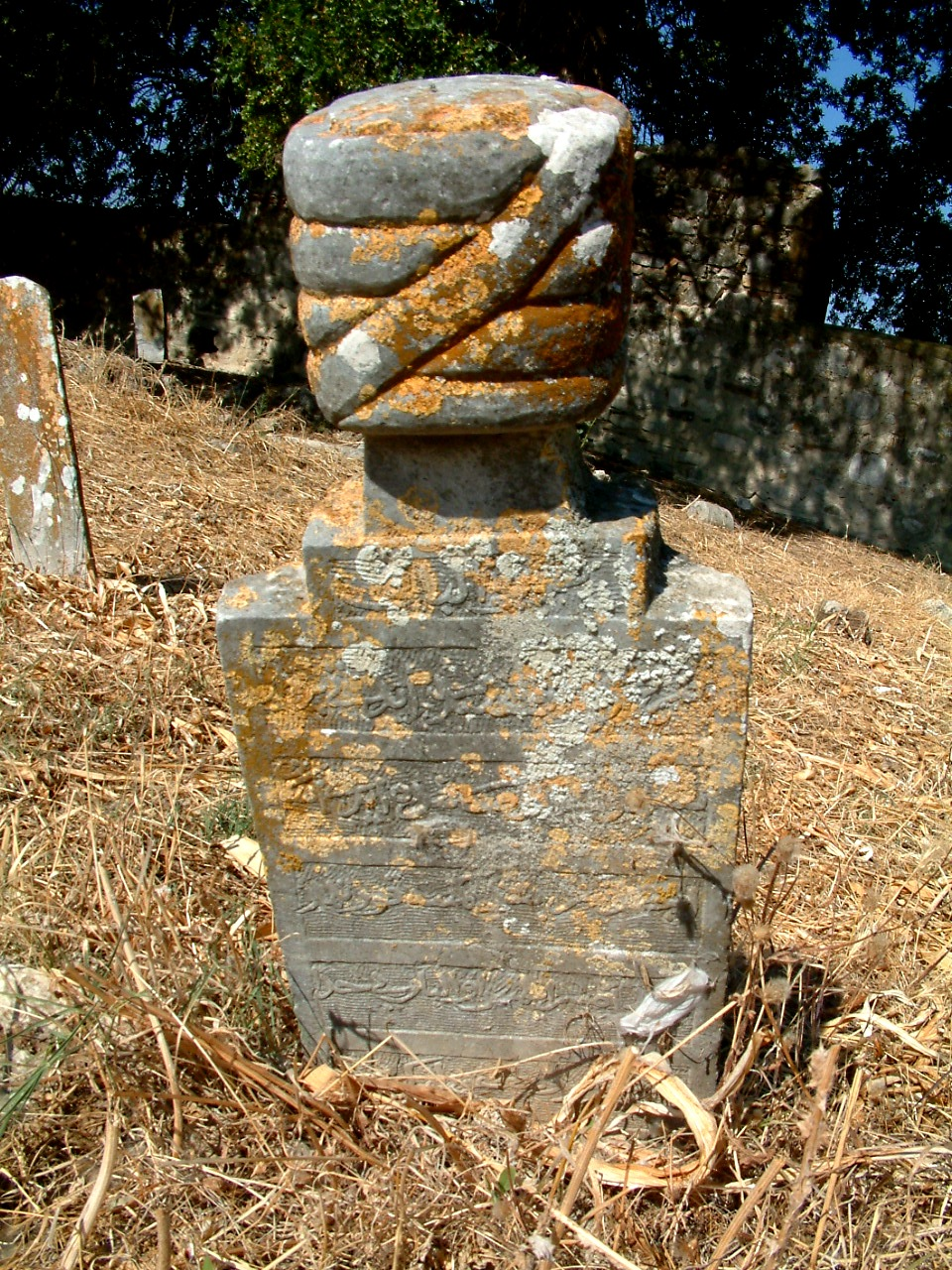
Gravestone
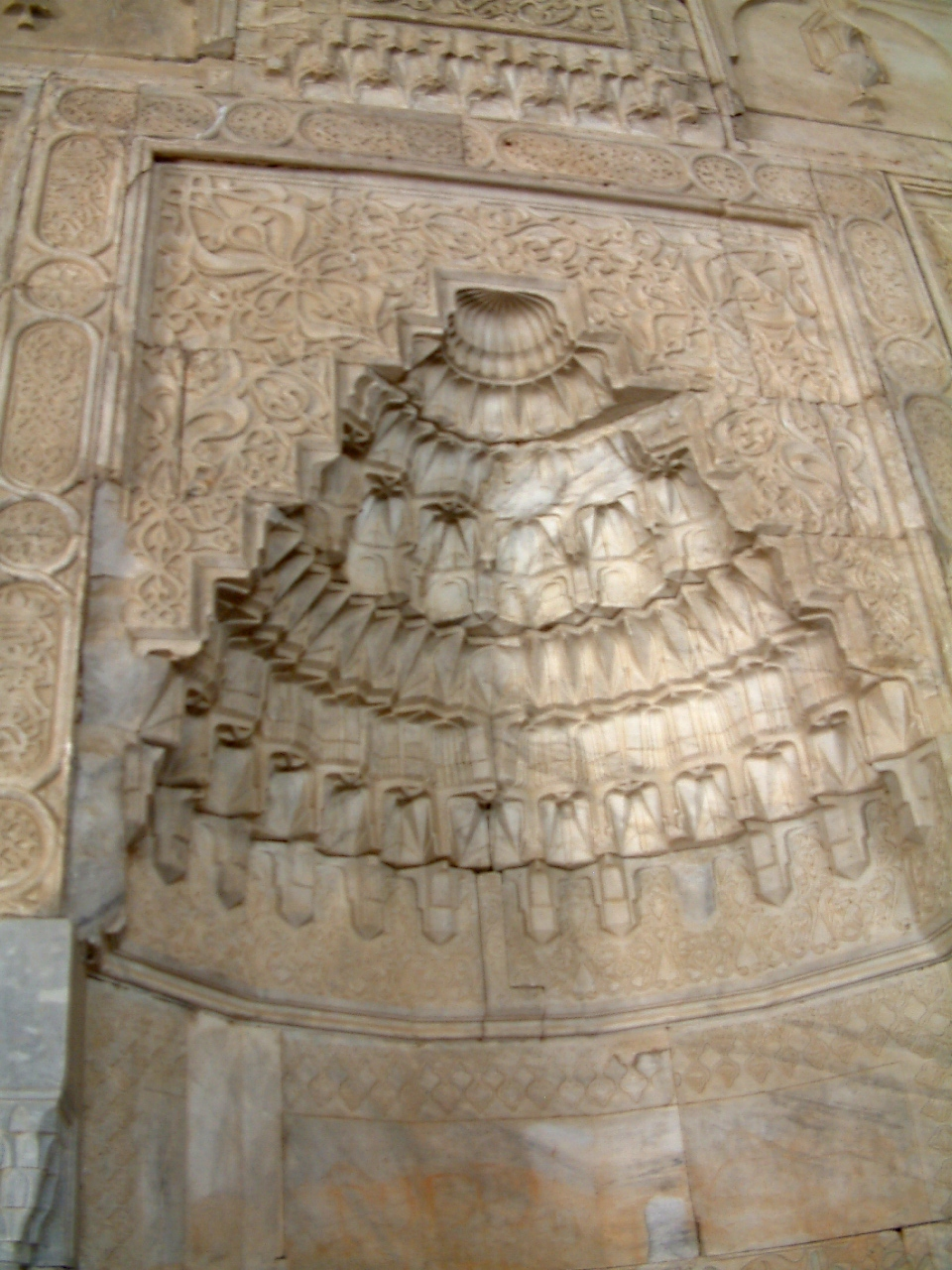
Mihrab with Muqarnas
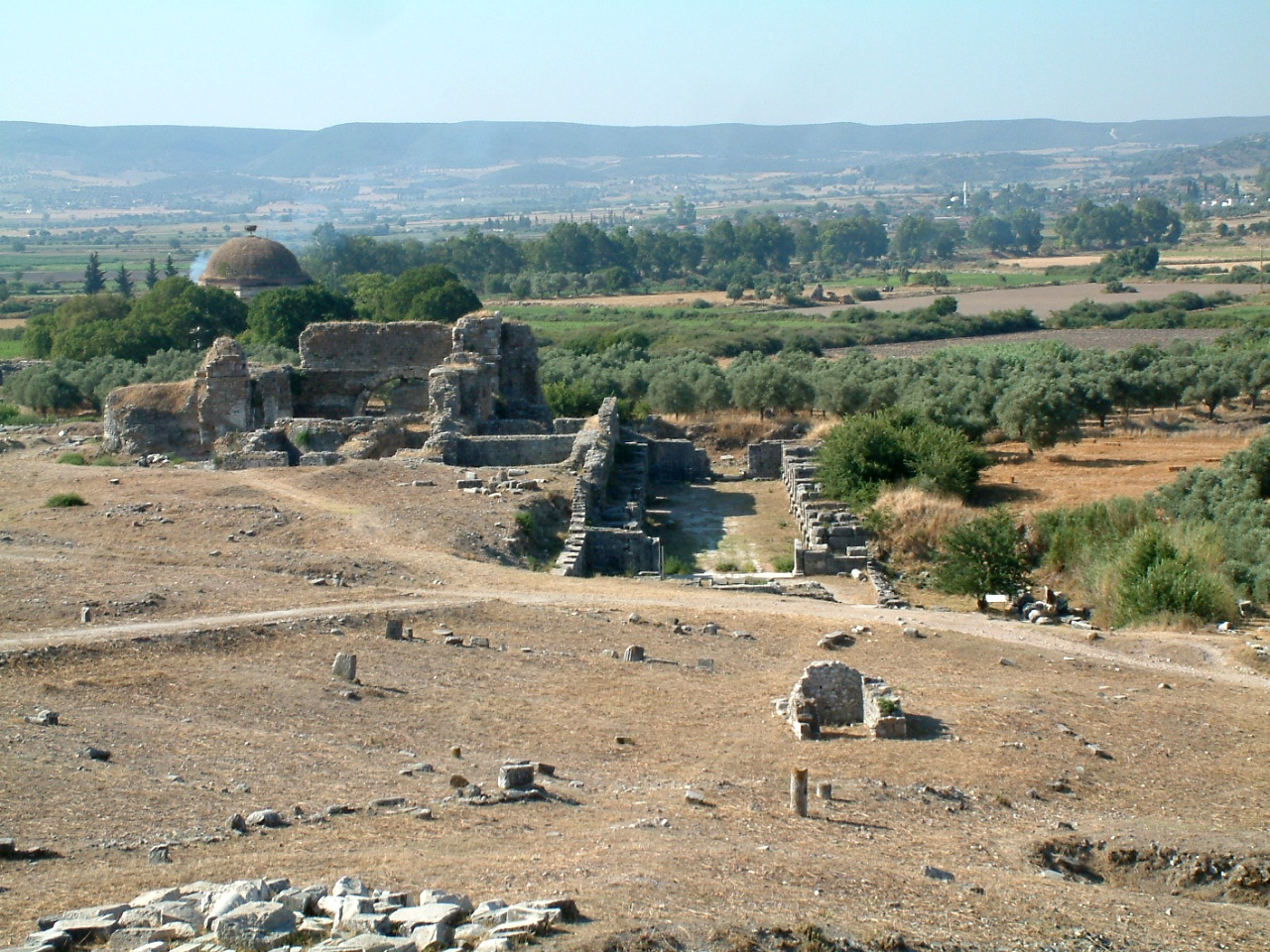
View of the complex from a distance
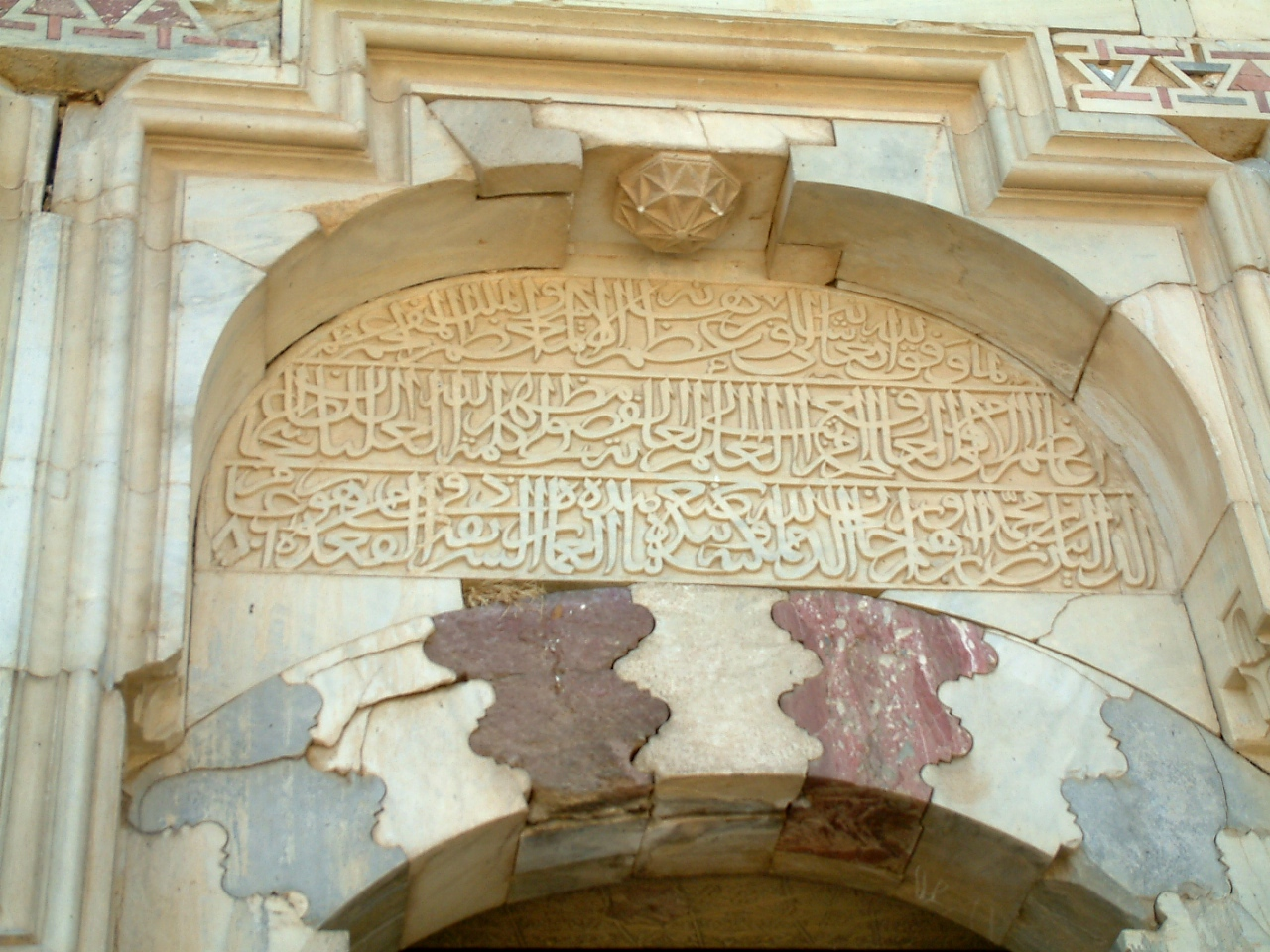
Inscription
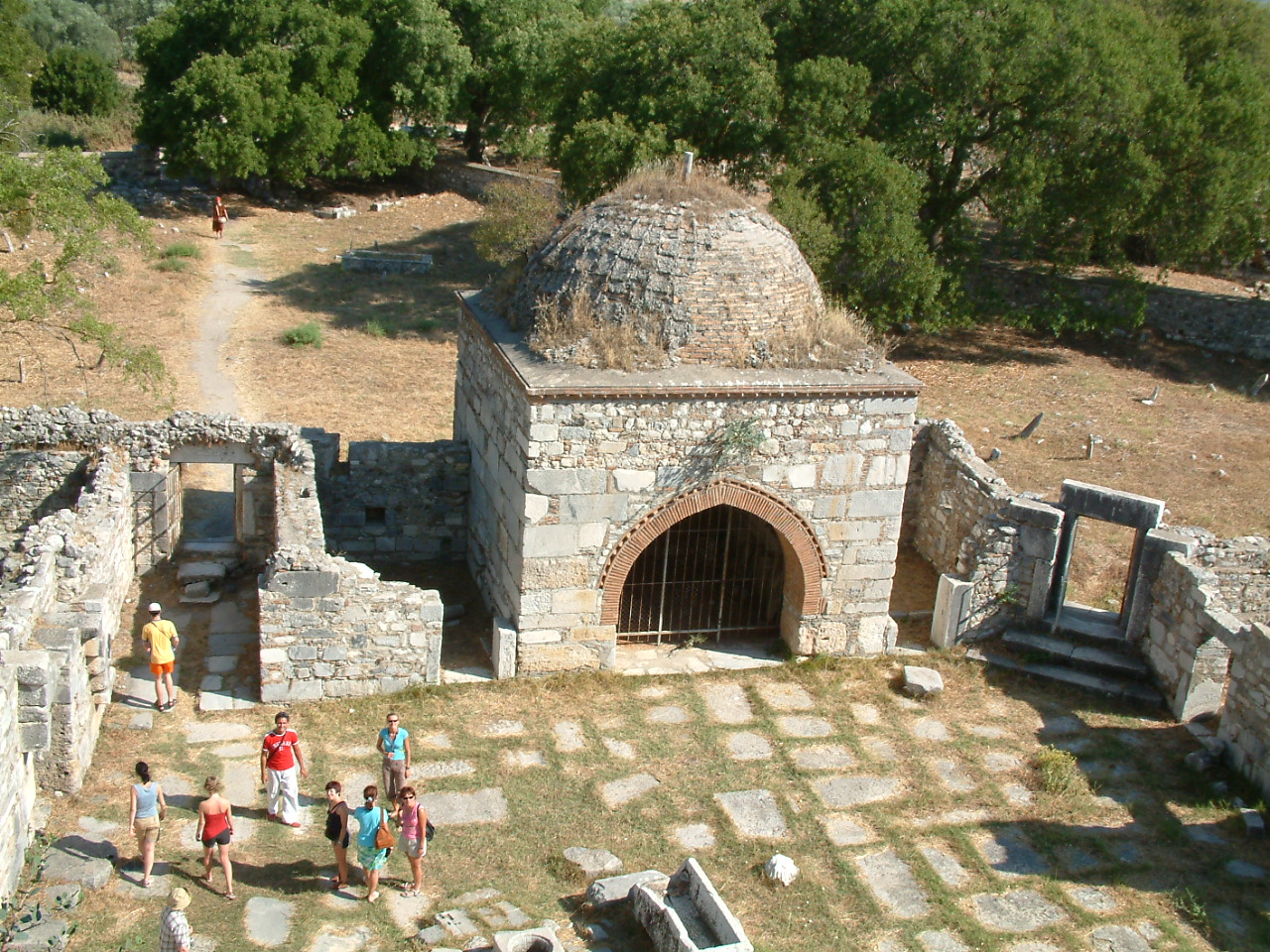
View from the roof